# Euclovia hananoi
Euclovia hananoi är en insektsart som beskrevs av Matsumura 1942. Euclovia hananoi ingår i släktet Euclovia och familjen spottstritar. Inga underarter finns listade i Catalogue of Life.